# The Book of Souls
A The Book of Souls az Iron Maiden nevű brit heavy metal zenekar tizenhatodik stúdióalbuma, amely 2015. szeptember 4-én jelent meg. A zenekar történetének leghosszabb lemezén tizenegy szám szerepel és a maga 92 percével az együttes első dupla albumát adták ki. A felvételek a párizsi Guillaume Tell stúdióban készültek, az album producere pedig, a zenekarral régóta együttműködő Kevin Shirley volt.

## Az albumról
A tizenhatodik stúdióalbum tervei először 2013 szeptemberében merültek fel Bruce Dickinson által, aki arról nyilatkozott, hogy az új album várhatóan 2015-ben jelenik meg.
2014 végén, egy rutinvizsgálat során Dickinson nyelvén rákos daganatot találtak. Kezelése 2015 februárjában ért véget, orvosai bizakodóak voltak teljes gyógyulását illetően. Február végén Nicko McBrain azt nyilatkozta, hogy a zenekar új albuma elkészült, a turnézással azonban még várnak az énekes felépüléséig. Májusban a zenekar bejelentette Dickinson gyógyulását, június 18-án pedig nyilvánosságra hozták az új album címét, borítóját, számlistáját, illetve a megjelenés 2015. szeptember 4-i dátumát.
Az album borítóját Mark Wilkinson készítette, aki korábban is dolgozott már az együttessel. A felvételeknek, amik 2014 nyarának végén kezdődtek meg, a párizsi Guillaume Tell Studios adott helyszínt, ahol a zenekar 2000-ben megjelent, Brave New World című albumának felvételei is készültek.
Az album utolsó száma, a Dickinson által írt, 18 perces Empire of the Clouds átvette az 1984-es Powerslave albumon szereplő Rime of the Ancient Mariner helyét a zenekar eddigi leghosszabb dalaként.

## A stúdióban
Steve Harris basszusgitáros azt nyilatkozta, hogy több számot megírásuk után azonnal felvettek a stúdióban, hogy egyfajta „élő” hatást adjon az albumnak. Janick Gers gitáros szerint a zenekar minden tagja legalább egy óra zenét írt, bár „talán csak 15 percet használnának belőle” Kevin Shirley producer sokféle effektet adott hozzá az album „élő” hangzásához.
Először a Shadows of the Valley, Death or Glory, Speed of Light, és If Eternity Should Fail számokat írták meg, ez utóbbit Dickinson szerint eredetileg a szólóalbumára írta volna. Végül a szám a lemezt nyitja, és ez a zenekar első száma, amiben D-re hangolt gitárokat használtak (azaz E-ben játsszák és D-ben szól). A Speed of Light és Death or Glory számokat Dickinson és Smith szerezték együttműködve, Smith szerint ezeket direkt rövidebb számoknak szánták.
Az előző két albumtól eltérően Steve Harris vezér-basszusgitáros nem vett részt az összes szám megírásában. Ezt azzal magyarázta, hogy a stúdiózás idejében kétszer is gyászban volt része, és ez negatívan hatott volna. Végeredményként minden eddiginél több közösen írt szám volt, a zeneírásban csak Nicko McBrain nem vett részt.
Smith szerint a stúdiózás legnagyobb részét Dickinson az Empire of the Clouds szám írásával töltötte egy zongoránál ülve. Nem volt hiábavaló a sok munka: A szám zongoradallama hihetetlenül fülbemászó lett. A szám az albumban a nyitó If Eternity Should Fail-lel együtt a második a Powerslave óta, amiben Dickinson egyedül két számot írt.

## Fogadtatás
A The Book of Souls pozitív kritikákat kapott. A Classic Rock magazin 10-ből 9 pontot adott rá, A Kerrang! 5-ből 5 pontot, a Metal Hammer magazin szintén maximális pontot adott. A Rolling Stone kissé kritikusabb volt, ötből 3,5 pontot adott, a Billboard is.
Az országok listáin kiemelkedően jó eredményt ért el az album, első helyezést elérve 24 országban (5 évvel a The Final Frontier után, amely 28 országban ért el első helyet), köztük Angliában és Magyarországon is. A Billboard 200 listáján a The Final Frontier után ismét negyedik helyezést ért el.

## Az album dalai
Első lemez
1. If Eternity Should Fail (Bruce Dickinson) – 8:28
2. Speed Of Light (Adrian Smith, Dickinson) – 5:01
3. The Great Unknown (Smith, Steve Harris) – 6:37
4. The Red And The Black (Harris) – 13:33
5. When The River Runs Deep (Smith, Harris) – 5:52
6. The Book Of Souls (Janick Gers, Harris) – 10:27

Második lemez
1. Death Or Glory (Smith, Dickinson) – 5:13
2. Shadows Of The Valley (Gers, Harris) – 7:32
3. Tears Of A Clown (Smith, Harris) – 4:59
4. The Man Of Sorrows (Dave Murray, Harris) – 6:28
5. Empire Of The Clouds (Dickinson) – 18:01

## Közreműködők
- Bruce Dickinson – ének, zongora (11)
- Dave Murray – gitár
- Adrian Smith – gitár
- Janick Gers – gitár
- Steve Harris – basszusgitár, billentyűs hangszerek
- Nicko McBrain – dob
- Michael Kenney – billentyűs hangszerek
- Jeff Bowa – nagyzenekari hangszerelés

## Listás helyezések
| Lemezeladási lista (2015)                     | Legjobb helyezés |
| --------------------------------------------- | ---------------- |
| Ausztrália (ARIA Top 50 Albums)               | 2                |
| Belgium (Ultratop Flandria)                   | 1                |
| Belgium (Ultratop Vallónia)                   | 2                |
| Egyesült Királyság (UK Albums Chart)          | 1                |
| Finnország (Musiikkituottajat Albumit Top 50) | 1                |
| Franciaország (SNEP Album Top 100)            | 2                |
| Hollandia (Dutch Charts Album Top 100)        | 1                |
| Horvátország (HDU Toplista)                   | 1                |
| Írország (IRMA)                               | 2                |
| Japán (Oricon)                                | 6                |
| Magyarország (MAHASZ Top 40 albumlista)       | 1                |
| Németország (Media Control Top 100 Album)     | 1                |
| Olaszország (FIMI Album Top 20)               | 1                |
| Svédország (Sverigetopplistan Top 60 Albums)  | 1                |
| Új-Zéland (Recorded Music NZ Top 40 Albums)   | 2                |
| USA Billboard 200                             | 4                |